# Borgmestermasse
Borgmestermasse er en creme af marcipan, margarine og sukker i lige dele (dvs. i forholdet 1:1:1).
Cremen bruges som fyld i wienerbrød, f.eks. spandauer, fastelavnsbolle, chokoladebolle, borgmesterkrans, osv.
Massen/cremen stammer øjensynligt fra danske bagere i 1904, for at hylde bagermester Jacob Marstrands indsættelse som borgmester for Magistratens Tekniske Afdeling.